# 自強游泳池
自強游泳池全名為「中和區自強游泳池」，位於新北市中和區中山路二段64巷9號，面積0.7074公頃，在1983年啟用，已於2016年停業，現址改建為佳和公園。公園在多目標綜合大樓興建時而被拆除，於2023年4月底重新開放，綜合大樓各項設施也開始試營運。

## 設施
- 國際標準池：長50米、寬超過21米、深1.8米~2米，中間25米處最深，為中永和地區唯一的國際標準池，炎夏時加裝防曬網。
- 圓池：水深80公分，360度高空滑水道不定期開放。
- 親子戲水池：水深30公分，為幼兒班游泳教學場地，加裝防曬網。
- 葫蘆池：原為中和市綜合遊樂園的划船區，原址改修建為游泳池，現為自強游泳池最主要的游泳教學場地，水深50公分、80公分、120公分，加裝防曬網[8]。
- 販賣部
- 停車場[9]

## 圖輯

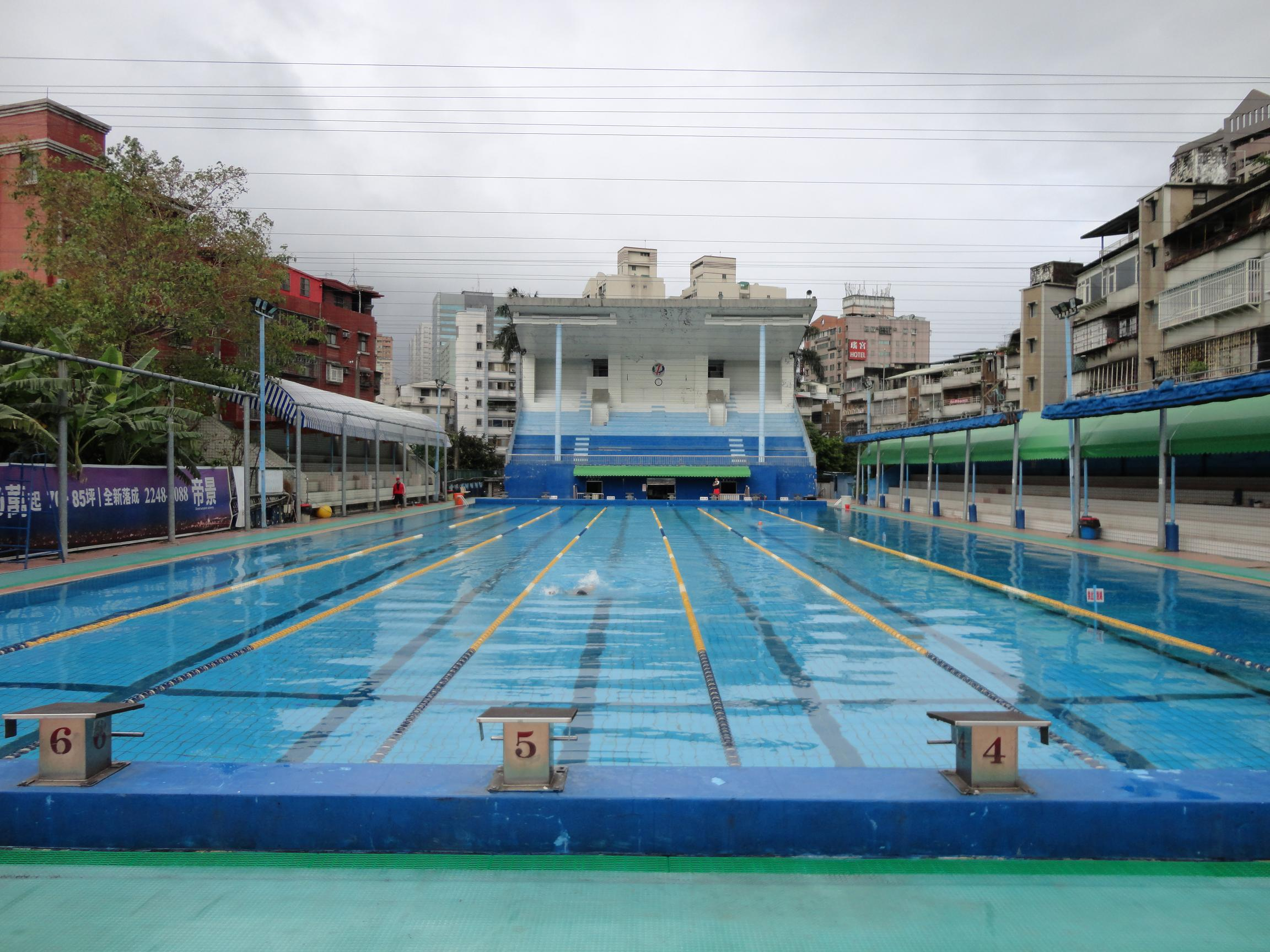
國際標準池
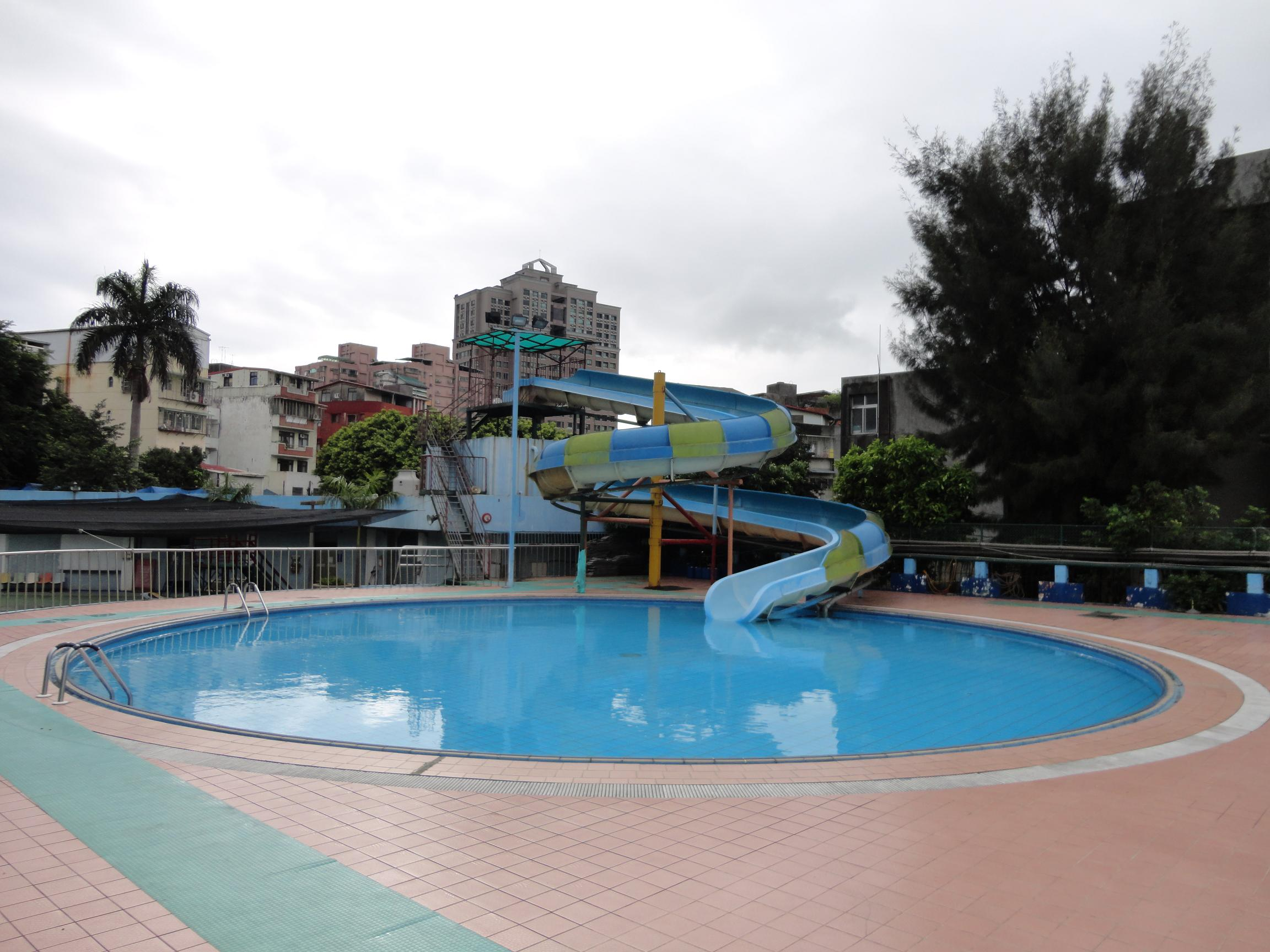
圓池
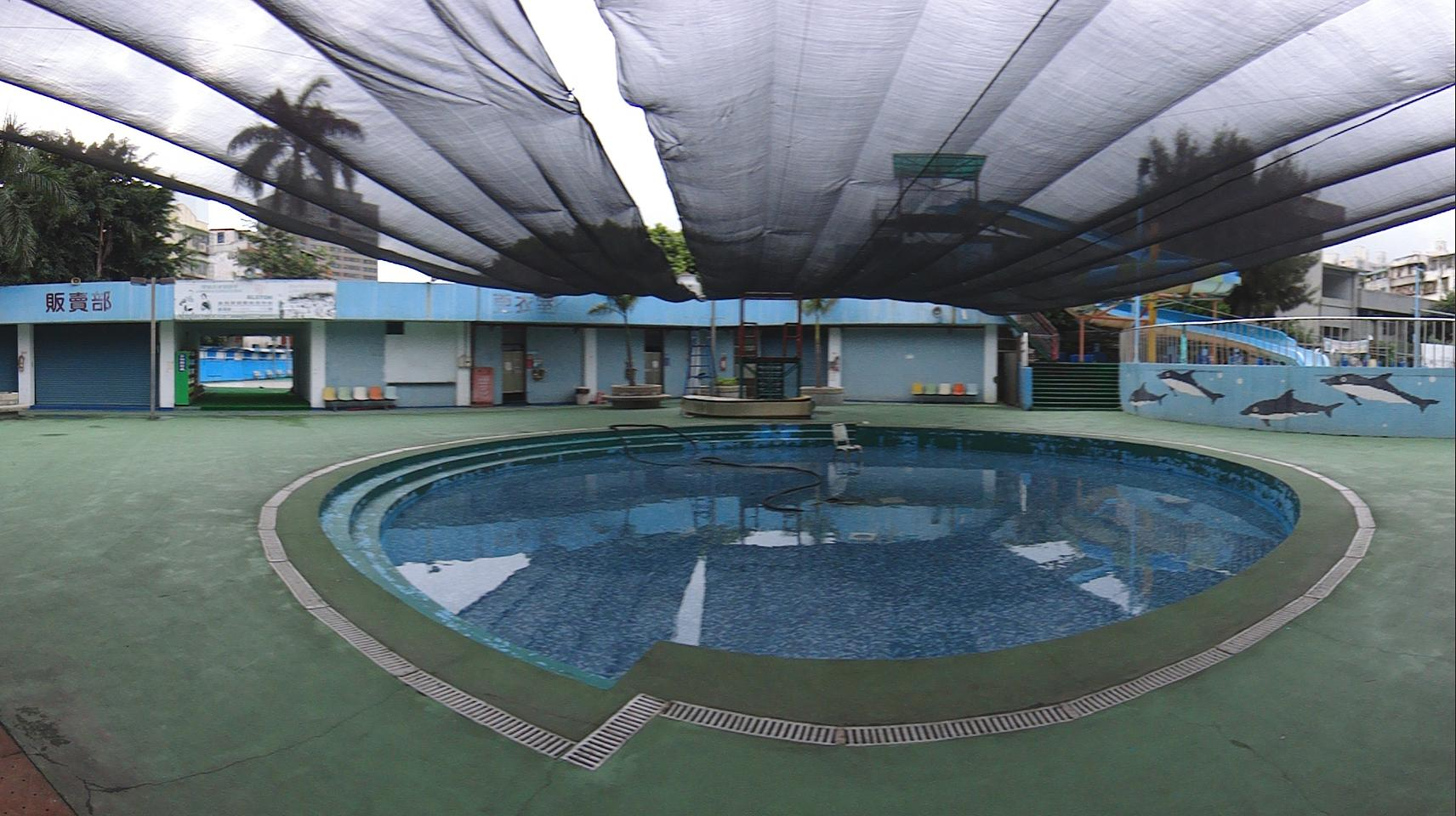
親子戲水池
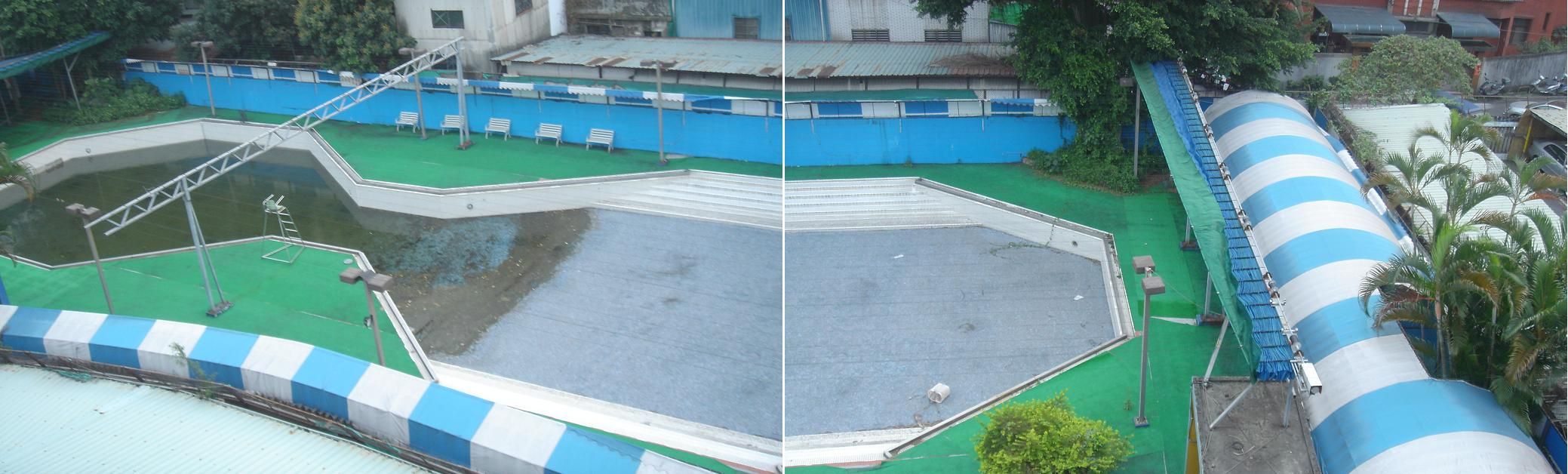
葫蘆池

## 游泳池周邊
- 海軍祥和山莊[10]
- 中和市公有莊敬停車場
- 新北市政府消防局中和分隊[11]
- 中祥醫院

## 交通方式
- 公車：搭乘中和區免費接駁公車「橫路里至自強國中」於「自強游泳池」站下車，或台北聯營公車51、275副、297、706、內科2、內科3、南軟通勤雙和線，於「抽水站」站下車，或搭243、橘3於「莊敬路」站下車。